# روس مكينون
روس مكينون (بالإنجليزية: Ross McKinnon)‏ (9 أكتوبر 1992 في المملكة المتحدة - ) هو لاعب كرة قدم بريطاني في مركز الدفاع. لعب مع إلغين سيتي ‏.

## وصلات خارجية
- روس مكينون على موقع قاعدة بيانات كرة القدم.إي يو (الإنجليزية)
- روس مكينون على موقع Soccerbase.com (لاعب) (الإنجليزية)
- روس مكينون على موقع Soccerway.com (الإنجليزية)